# Đức Xương (xã)
Đức Xương là một xã thuộc huyện Gia Lộc, tỉnh Hải Dương. 

## Vị trí địa lý
Đức Xương cách thị trấn Gia Lộc 9 km về phía nam, Ở bên tay trái, nếu bạn đi từ Gia Lộc về Trạm Bóng. Phía tây giáp đường 39B và địa giới xã Quang Minh, phía bắc giáp đường 39B và địa giới xã Đồng Quang, phía đông bắc được bảo bọc bởi dòng sông Đĩnh Đào bên 2 xã Đoàn Thượng và Thống Kênh, đông và nam giáp địa giới xã Hồng Đức(huyện Ninh Giang), tây nam giáp đường 20 và địa giới xã Hùng Sơn(huyện Thanh Miện).

## Dân cư
Xã có 3 cụm dân cư chính là: thôn An Vệ, thôn An Cư và thôn Thọ Xương, trong đó thôn An vệ chính là làng An Vệ xưa, thôn An Cư trước đây còn có tên là làng Gừa Cả, cũng là thôn có diện tích và số dân lớn của xã hiện nay, thôn Thọ Xương gồm 2 làng có tên cũ là làng Diêm và làng Me. Đến ngày 30/4/2012, thôn Thọ Xương cũng đã được công nhận là làng văn hóa, Như vậy đến nay (2012) xã Đức Xương đã có 3/3 làng được đón bằng công nhận là làng văn hóa. (Làng văn hóa An Cư năm 2006, làng văn hóa An Vệ năm 2008 và làng văn hóa Thọ Xương nay - 2012. Xã Đức Xương được công nhận là xã Văn hóa).
Diện tích tự nhiên của xã Đức Xương là 565,5ha. Trong đó diện tích đất canh tác là 310ha. Số dân đến năm 2011 là 5448 người. Thu nhập bình quân/ đầu người/ năm: 11.900.000VNĐ (2011).
Số Đảng viên trong Đảng bộ: 228 Đảng viên.
Trong các cuộc kháng chiến giải phóng dân tộc và bảo vệ Tổ Quốc có trên một ngàn người là con em trong xã đã tham gia các lực lượng chiến đấu và phục vụ chiến đấu ở hầu khắp các mặt trận.
Trong đó có 151 Liệt sĩ, 86 Thương binh, Có 4 Bà Mẹ Được phong tặng và Truy tặng danh hiệu Bà Mẹ Việt Nam Anh Hùng.
Trụ sở ủy ban nhân dân xã, trạm Y tế, trường tiểu học và trung học cơ sở của xã, đóng trên địa bàn thôn An Cư (Cách đường 38B gần 800m theo con đường liên xã đã được tráng nhựa của dự án giao thông nông thôn 2. Toàn bộ hệ thống giao thông liên thôn, liên xã đã được nhựa hóa và bê tông hóa bằng nguồn vốn huy động và đóng góp của nhân dân, ngoài ra còn có trên 5o% hệ thống giao thông nội đồng của xã cũng đã được xây dựng bằng nguồn vốn này).
Là một xã thuần nông, nằm dọc theo dòng sông Đĩnh Đào nên có nhiều diện tích đất triều trũng, trước kia phần lớn diện tích này chỉ cấy lúa một vụ, sau nhờ có hệ thống thủy nông Bắc Hưng Hải, đồng đất Đức Xương mới được cải tạo đáng kể. Hầu hết chân đất triều trũng xưa cấy lúa một vụ bấp bênh nay đã được chuyển đổi thành các trang trại chăn nuôi gia súc gia cầm và thủy sản...
Hiện Đức Xương đang phát huy truyền thống quê hương, khơi dậy tiềm năng, nỗ lực vươn lên xóa đói giảm nghèo từng bước đi lên xây dựng thành công mô hình Nông thôn Mới.

## Văn hóa
Hàng năm xã Đức Xương tổ chức lễ hội pháo đất giữa các xóm và các dòng họ trong xã.
Ngoài các món ẩm thực truyền thống mang sắc thái vùng miền, ở Thôn An Cư còn có món Thuôn hẹ; (số đông gọi là món Tiết Canh trắng) đây là một món ngon được chế biền từ nguyên liệu chính là óc (Cầy tơ) cùng các thứ lá gia vị trong đó không thể thiếu lá cây rau Hẹ, điều kỳ lạ là chỉ ở thôn An Cư mới ngon, mặc dù người An Cư đã làm ăn sinh sống trên hầu hết các vùng miền trong và ngoài nước, nhưng khi về quê thì món này và món gỏi cá được chọn nhiều nhất, ngay cả hai thôn còn lại của xã là: An Vệ và Thọ Xương cũng không làm được, mặc dù không có gì là bí truyền cả, có thể nói bất cứ người đàn ông biết nhậu của làng đều biết làm và làm ngon món này mỗi khi ngả (Cầy tơ)
nhiều người con của làng lên Hà Nội (nơi có Thịt chó Nhật Tân nổi tiếng) làm ăn sinh sống... vẫn phải đợi khi về quê, mới có dịp được thưởng thức món này.
nếu chưa có dịp thưởng thức, mời bạn hãy ghé thăm bất kỳ một người bạn nào gốc An Cư, để có dịp về thăm quê và mong muốn được thưởng thức món ngon này, chắc chắn các bạn sẽ được tiếp đón chu đáo, vì người vùng quê rất hiếu khách. chúc bạn vui!

## Miếu An Cư
Làng An Cư có một ngôi miếu thờ thành hoàng tên huý là Lê Cát Bạo là tướng nhà Đinh gắn sự tích: Ngài có cha là Lê Huý Cường, mẹ là Đặng Thị Phương; quê quán làng Đồng Lục huyện Thiên Bản (Vụ Bản, Nam Định) ngài là người có công giúp Đinh Tiên Hoàng dẹp loạn 12 sứ quân, khi cầm quân lúc đến đầu trang An Vệ thấy thế đất đẹp ông đã chọn để hạ trại, nhân dân trong làng tới dâng lễ xin làm do thần, ông đã nhận lời thu phục, được nhân dân trong làng dựng đền thờ ngay nơi ông hạ trại và tôn làm thành hoàng. Lễ hội truyền thống hàng năm của làng được tổ chức vào ngày 15 tháng Tám âm lịch.